# Синдром цикличног повраћања
Синдром цикличког повраћања (СЦП) је слабо схваћен поремећај који се манифестује као мучнина и повраћање без органског узрока. Напади повраћања код овог синдрома јављају се у интервалима и трају од неколико недеља до више од годину дана.
Како не постоји лек за СЦП, у терапији се користе различити лекови који могу да ублаже симптоме и надокнаде изгубљени волумен течности.
Због овог проблема, пацијенти понекад морају да буду хоспитализовани како би се пратило њихово стање и спречило дехидрирање услед прекомерног губитка течности повраћањем.

## Историја
Синдром цикличког повраћања до данас није у потпуности објашњен, иако га је први описао  Џи (Gee) још 1882. године.
Дефиниција овог поремећаја први пут је објављена 1994. године у Лондону на Међународном научном симпозијуму и у њој се наводи да је...СЦП болест коју карактеришу понављајуће епизоде изолованих, стереотипних повраћања без утврђеног органског узрока, између којих је пацијент без тегоба.

## Етиологија
Тачан узрок СЦП још увек је непознат, мада постоји неколико хипотеза о етиологији СЦП: 
- хиперексцитабилност неурона,
- симпатичка аутономна дисфункција,
- активација хипоталамус-хипофизно-надбубрежне осе услед стреса,
- мутације митохондријалне ДНК итд.[3][4]

## Клиничка слика
Напади повраћања  који обично почињу изненада, најчешће ноћу или у раним јутарњим сатима, трају од неколико сати до неколико дана, а често су компликовани дехидрацијом, дисбалансом електролита и кетозом. 
Клиничка слика овог поремећаја манифестују се кроз четири фазе.
Прва фаза
У овој фази пацијент се јако зноји и осећа вртоглавицу. Ова фаза може трајати од неколико минута до неколико сати.
Друга фаза
Ову фазу карактерише мучнина и повраћање, током ноћи или рано ујутру, које може трајати и до сат времена. Ова фаза се може продужити на период од 10 дана.
Трећа фаза
Ова фаза означава постепени опоравак.
Четврта фаза
У овој фази се понавља процес описан у претходним фазама.

## Терапија
Поред замене течности и електролита, у лечењу овог поремећаја користе се антиеметици и седативи, али са променљивим успехом. 
Између осталих лекова користи се и антибиотик еритромицин, који у мањим дозама делује као прокинетик. Улога еритромицина у лечењу СЦП је превентивна, јер спречава нападе.